# 霧中山佛教遺址
霧中山仏教遺址（むちゅうざんぶっきょういし）は、四川省成都市大邑県の城南地方にあり、中国後漢時代のものであると判定した。2002年12月27日に四川省省級第6次の古文物保護対象に選ばれた。後漢永平十六年(西暦74年)に、インドの高僧である迦葉摩騰と竺法蘭がここに、河南省洛陽にある白馬寺よりわずか6年遅れで、中国の第二の仏教の寺である普照寺を建てた。中国明朝の宣宗時代に、開化寺と改名して今に至る。霧中山は、中国の一番古い仏教のお寺だけではなく、仏教の貝葉経を南伝する際、初めての場所でもある。明朝のころに、霧中山仏教のもっとも栄えたが、明朝末期から清朝初期にかけて、霧中山の百以上の寺院や庵が戦乱で破壊された。1992年に四川政府が開化寺を含め、一部の寺を修復した。この寺は、峨眉山の高僧である普観大師が住持を勤め、果章大師が監院を勤めた。その後、再び果章大師が住持を勤めた。
霧中山の元の名前は、大光明山と呼ばれ、または、天誠山或いは霧山とも呼ばれた。詩人である陸游は、ここに来たことがあり、その際、『青霞嶂、碧玉潭皆霧中佳處。』と言う言葉を残した。 

## 主な遺跡
石獅碑
保存状態のよい明朝時代の石獅の遺跡が二つあり、遺跡の記念碑では、はっきりと『明代萬暦六年』の文字を読み取れる。
天国名山坊
震災後ただ二つの石柱が保存され、石柱に明朝時代の状元である楊慎が、『春水夏雲，秋月冬風，寶地占四時之景。西瞿東勝，北盧南贍，京天統萬法之宗。』という対聯を残した。
接王亭
明朝時代の王圻が《游霧中山》と言う本の中に、『紺宮衆宇，皆洪武時（1368年-1398年）修，壮哉一大祇園也。』と書いた。その中の祇園とは、仏教の寺であり、接王亭を記述することである。接王亭も戦中に破壊されて、明朝末期から清朝にかけて元の場所で再建され、現在は、本堂、経堂および斎堂等が残っている。

## 定期的法会
- 新春祈福法会 旧正月1月1日
- 報恩祈福法会 5月1日（中国）労働者の日
- 開山供天法会 5月18日
- 息災祈福法会 6月13日
- 盂蘭超度法会 7月11日から14日
- 感恩祈福法会 10月1日中国国慶の日
- 果章大師聖誕法会 冬月の17日
- 歓喜団年法会 臘月の8日

## コメント
1. ↑  『四川省人民政府關於公布第六批省級文物保護單位和現有省級文物保護單位合併項目的通知』，川府發（2002）23號，2002年12月27日，省政府同意省文化廳提出的第六批省級文物保護單位91處和現有省級文物保護單位合併項目13處，現予公布。 請各地和有關部門根據《中華人民共和國文物保護法》和《四川省文物保護管理辦法》的規定，認真做好所轄境内省級文物保護單位的保護管理工作。 附件 四川省第六批省級文物保護單位和現有省級文物保護單位合併項目名單。《四川政報》，2003年第6期，9-12頁
2. ↑  張愛敬 (2002年9月4日). “古代佛教聖地 四川大邑霧中山”. 人民日報海外版
3. ↑  趙立明、肖明 (1997). 《四川佛教文化·開化寺》. 四川人民出版社